# Euopi
Nella mitologia greca, Euopi (o Evopi) è la figlia di Trezene, promessa sposa allo zio Dimete. La sua vicenda è narrata da Partenio di Nicea nelle Erotiche.

## Il mito
Figlia di Trezene, Euopi aveva un fratello per il quale segretamente provava un incestuoso desiderio. Dopo che il padre l'ebbe promessa in sposa allo zio di lei, Dimete, quest'ultimo venne a conoscenza dei suoi veri sentimenti e, senza esitare, rivelò ogni dettaglio a Trezene. Euopi, colta da un cieco sentimento di terrore misto a vergogna, s'impiccò imprecando contro colui che aveva tradito il suo segreto. Più tardi questa maledizione ebbe un tragico compimento.